# Sammakkosaari (ö i Södra Österbotten)
Sammakkosaari är en ö i Finland. Den ligger i sjön Lappajärvi sjö och i kommunen Vindala i den ekonomiska regionen  Järviseutu ekonomiska region  och landskapet Södra Österbotten, i den centrala delen av landet, 300 km norr om huvudstaden Helsingfors. Öns area är 1,9 hektar och dess största längd är 330 meter i sydväst-nordöstlig riktning.